# 不純喫茶ドープ

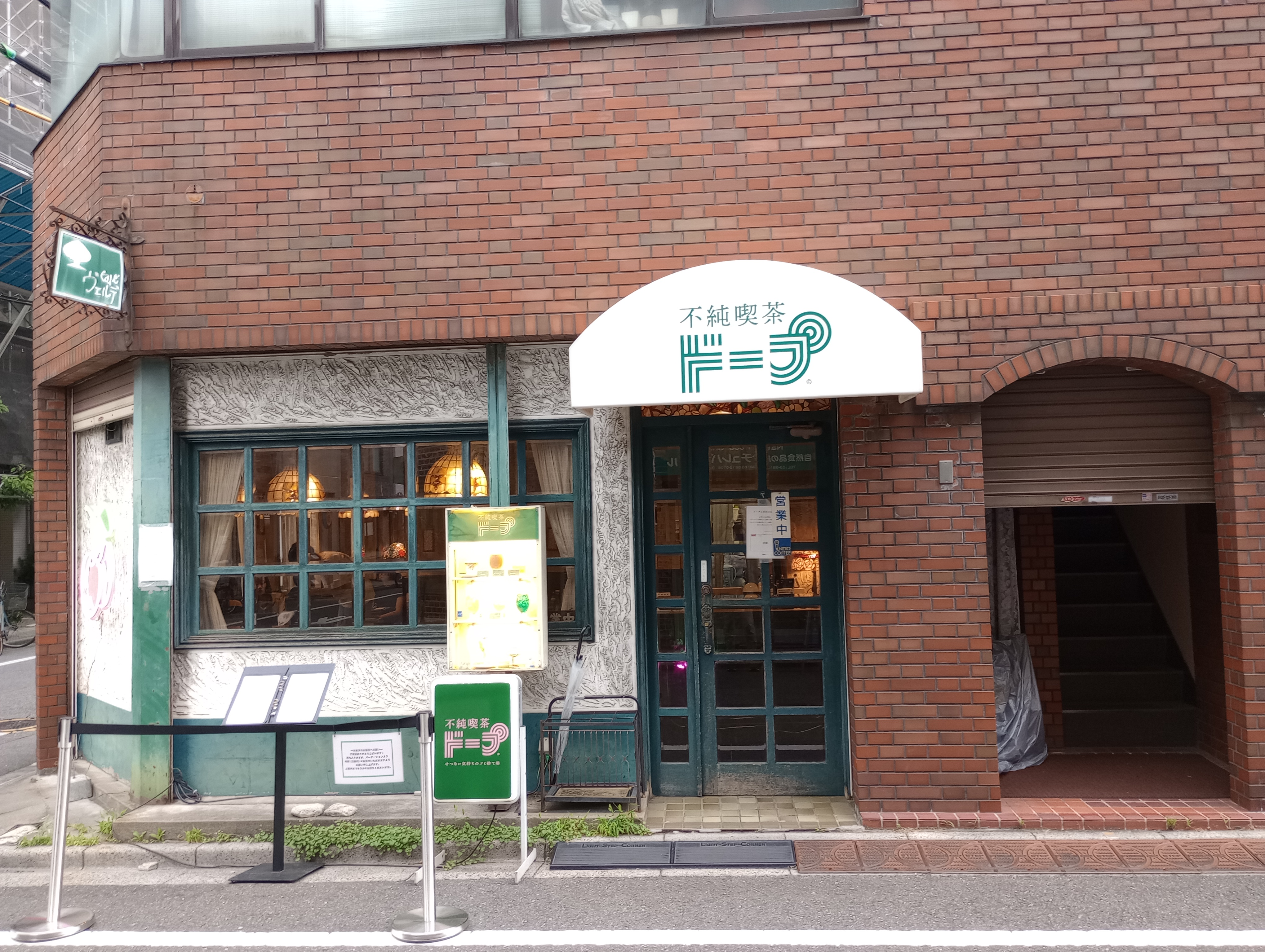
上野御徒町店

不純喫茶ドープ（ふじゅんきっさドープ）は、「せつない気持ちのゴミ捨て場 夜になると開きたくなる扉」をコンセプトとした東京都の喫茶店である。中野店と上野御徒町店が存在する。

## 沿革
2020年7月29日、東京都中野区新井で1号店がオープン。この店舗は、35年ほど前からあった喫茶店をリフォームして活用しており、年季の入った壁や家具などはほぼそのまま残していた。オープン前からツイッター等で評判となった結果多くの来客があり、オープン4日目の8月1日には、仕入れが間に合わず翌2日と合わせて臨時休業となるほどであった。
同年の10月24日には、東京都台東区上野御徒町に2号店をオープンさせた。本店もまた、この地で40年近く営業してきた喫茶店「カフェ ヴェルテ」の跡地であり、その内装をいかしたデザインとなっている。なお、中野店の看板カラーが青であるのに対して、2号店の看板は緑であるため「緑ドープ」とも呼ばれている。
店名の「ドープ」や、コンセプトの「せつない気持ちのゴミ捨て場 夜になると開きたくなる扉」は、ヒップホップのスラングやリリックに由来しており、店内には日本のヒップホップが流れている。創業者であるwackwack creativeの井川裕介は、ドープについて「僕は幼少時に純喫茶でナポリタンとクリームソーダを食べた体験のある世代。あの空間や世界観が好きで、それをわかりやすく再定義したいというのが発想の原点です」「喫茶店が普及した時代は、お酒を提供して女性が接客するキャバクラのような業態もひっくるめて『喫茶』と呼ばれていました。その中で『純喫茶』は、純粋に喫茶メニューだけを提供する店として差別化されたのです。『不純喫茶』はその逆再生というか…、お酒も提供していますしね（笑）。色々意味があるんですけど、皆さんの解釈で楽しんで頂ければと思います」と語っている。
なお、加藤慶と和場まさみは、不純喫茶ドープの人気の背景として、令和元年ごろからの「純喫茶」「昭和喫茶」ブームと、「立ち飲み」などの安価な酒場のブームがあったと指摘している。

## メニュー
ナポリタン、クリームソーダ、昭和プリンなどのメニューが人気であるとされるが、17時からは酒類の提供も行われており、クリームソーダに焼酎を入れた「クリームソーダハイ」が看板メニューとされている。なお、これらのメニューは「ほのぼのしながらどこか毒々しい」などと評されている。また、決済は完全キャッシュレスであり、クレジットカードや交通系電子マネーを使う必要がある。

## 評価
ドープの客層は幅広く、「映え写真」を撮影するZ世代のみならず、ヒップホップと酒を求めて来店する客や、喫茶店として利用する中高年もいるという。
ドープは「過去の名曲をサンプリングするように、昭和の喫茶文化を転生させたネオ喫茶」「いわゆる『わざとらしさ』のないレトロ感にあふれている」「SNS運用にも力を入れている。オープン前からInstagramやTwitterを通じて積極的に発信したことで、初日から想像以上の客入りとなった。来店したお客が写真を撮影してSNS上で拡散され、それがまた来店を誘う好循環ができあがっている」などと評されている。また、日高沙織は「『不純喫茶ドープ』はもちろん喫茶店ですが、お会計は電子マネーなどのキャッシュレス決済しか使えなかったり、17時からはお酒も提供する『喫茶酒場タイム』になったりと、私たちのイメージする“純喫茶”と少し異なる…という“不・純さ”を感じます」と指摘している。